# Wàraqa ibn Nàwfal
Wàraqa ibn Nàwfal ibn Àssad ibn Abd-al-Uzza ibn Qussayy al-Quraixí (àrab: ورقة بن نوفل بن أسد بن عبد العزّى بن قصي القرشي, Waraqa b. Nawfal b. Asad b. ʿAbd al-ʿUzzà b. Quṣayy al-Quraxī), més conegut simplement com a Wàraqa ibn Nàwfal, fou un cosí de Khadija bint Khuwàylid, primera esposa de Mahoma. Wàraqa era segons certes fonts (Història d'Àïxa, de Muhàmmad al-Bukharí) un sacerdot convertit al cristianisme nestorià, el sacerdot o predicador de la Meca, i va morir com a cristià nestorià. Tanmateix, recerques recents tendeixen a fer pensar que era ebionita o judeonatzarè. Va presidir el matrimoni de Mahoma en tant que «sacerdot nasraní» (natzarè). Els hadits mencionen Wàraqa com havent aparegut en somnis amb la vestimenta de la gent del Jannà (Paradís).

## Wàraqa a lessires
Segons les sires, biografies musulmanes tradicionals de Mahoma, que en parlen de manera molt elogiosa, Wàraqa va ser un monjo pietós que va reconèixer els signes de profecia poc després que Mahoma hagués rebut la seva revelació. Per a certs musulmans, es tracta de l'acompliment específic d'una profecia d'Isaïes (29:11-18).
En el transcurs de la primera experiència de la revelació, després d'haver «vist» l'àngel, Mahoma va dir a la seva esposa «Temo per a la meva persona». Temia estar posseït per un jinn (esperit inferior) a petició d'aquests kàhins que detestava tant, als qui els jinns inspiraven a recitar poemes. Va ser reconfortat per Khadija, que el va portar a Wàraqa, el qual va dir llavors a Mahoma que l'àngel que havia vist, Gabriel (Jibril), era el que Déu havia enviat en Moisès (Mussa). Wàraqa li va dir també que el seu poble el faria fora de la Meca, i que aportaria el seu suport a Mahoma.
La intervenció de Wàraqa com a suport del profeta en el començament de la revelació va permetre ensenyar a la gent que una persona de tradició judeocristiana però monoteista de manera clara (hanif), reconeixia la veritat del missatge transmès al profeta. Wàraqa semblava en efecte tenir consciència de la supremacia del monoteisme depurat de tota deïficació o deformació, així, escoltà el missatge de l'islam i hi reconegué els gèrmens de la veritat. Wàraqa va morir alguns dies després d'aquesta entrevista.